# 中環盃 (台灣圍棋)
中環盃，是台灣曾舉辦的一項職業圍棋比賽，於1994年由中華民國圍棋協會開辦，中環公司贊助，使用應氏棋規及獎金、制度，並且為該時期少有開放中國棋士參加的比賽。2000年時改由台灣棋院接手主辦，因此又被稱為新中環盃，唯兩者仍視為同一賽事。隔年改使用台灣棋院的數目法。2004年中環公司又另舉辦了中環杯世界圍棋錦標賽，因此台灣棋院主辦的又稱為「台灣中環盃」來與世界中環盃區別。2013年，中環公司改贊助原有的碁聖賽，中環盃宣告終止，而其賽制部分則可在日後中環碁聖賽中看見影子。

## 賽制
- 採單敗淘汰。
- 上屆四強直接進入本賽16強
- 用時每人各三小時，最後五分鐘讀秒。
- 規則採比目法，黑先貼還六目半。

## 獎金
- 棋戰規模：70萬
- 冠軍獎金：15萬元；亞軍獎金：6萬元
- 對局費：
  - 4強：2萬元
  - 8強：1萬元
  - 16強：5千元
  - 32強以下：2千

## 歷屆冠亞軍
| 屆次     | 年份     | 冠軍        | 亞軍            |
| 舊中環盃 | 舊中環盃 | 舊中環盃    | 舊中環盃        |
| -------- | -------- | ----------- | --------------- |
| 1        | 1994年   | 陳國興 六品 | 周咸亨 四品     |
| 2        | 1995年   | 彭景華 九品 | 周俊勳 七品     |
| 3        | 1996年   | 周俊勳 四品 | 程清江 業餘棋手 |
| 4        | 1997年   | 余平 六段   | 周俊勳 三品     |
| 5        | 1998年   | 華學明 七段 | 楊暉 八段       |
| 6        | 1999年   | 周俊勳 一品 | 彭景華 五品     |
| 新中環盃 |          |             |                 |
| 7        | 2000年   | 周俊勳 九段 | 陳永安 五段     |
| 8        | 2001年   | 楊志德 四段 | 周俊勳 九段     |
| 9        | 2002年   | 黃祥任 三段 | 楊志德 四段     |
| 10       | 2003年   | 彭景華 六段 | 林聖賢 七段     |
| 11       | 2004年   | 周俊勳 九段 | 黃祥任 四段     |
| 12       | 2005年   | 陳詩淵 二段 | 林聖賢 七段     |
| 13       | 2006年   | 庾炅旻 五段 | 周俊勳 九段     |
| 14       | 2007年   | 蕭正浩 五段 | 陳詩淵 七段     |
| 15       | 2008年   | 陳詩淵七段  | 林至涵 八段     |
| 16       | 2009年   | 林書陽五段  | 陳詩淵八段      |
| 17       | 2010年   | 簡立宸二段  | 周俊勳九段      |
| 18       | 2011年   | 陳詩淵九段  | 林書陽六段      |
| 19       | 2012年   | 林書陽七段  | 陳詩淵九段      |

註：1997年－1999年皆有特邀大陸棋手，但1999年特邀張璇和丰云因故未能成行。

## 沿革
- 1994年 第一屆中環杯開辦，中華圍棋協會主辦。
  - 採雙敗淘汰制。規則採數子法，黑先貼八點，平點黑勝（相當於七目半）。
  - 冠軍獎金：30萬元；亞軍獎金：15萬元
  - 除品位棋士外，亦開放部份業餘強手參賽。
- 1997年第四屆
  - 特邀中國大陸陳臨新九段、余平五段
- 1998年第五屆
  - 冠軍獎金：25萬元；亞軍獎金：15萬元
  - 特邀中國大陸華學明七段、楊暉八段
- 1999年第六屆
  - 冠軍獎金：30萬元；亞軍獎金：15萬元
  - 特邀中國大陸張璇、豐雲（未能成行）
- 2000年第七屆（新中環盃第一屆，以下類推）
  - 台灣棋院接手主辦，改制為第一屆新中環盃
  - 除台灣棋院棋士外，亦保留品位棋士及業餘棋手參賽權。
- 2001年第八屆
  - 採單敗淘汰。
  - 比目法圍棋規則，一律分先，黑先貼還六目半。
  - 用時三小時，最後五分鐘讀秒。
  - 前四名保留至下屆16強賽。
  - 冠軍獎金：15萬元；亞軍獎金：8萬元無基本對局費
  - 4強之比賽：基本對局費30,000元，無勝局獎
  - 8強之比賽：基本對局費20,000元，無勝局獎
  - 16強之比賽：基本對局費10,000元，無勝局獎
  - 非16強內之比賽：基本對局費4,000元，無勝局獎
- 2002年第九屆
  - 特邀中國大陸棋士曹大元九段。
- 2003年第十屆
  - 本屆起業餘參賽人數限制四人。

- 2008年第15屆
  - 本屆起不再接受品位棋士參賽。
  - 對局費：
  - 四強：2.5萬
  - 八強：1.3萬
  - 16強：7千
  - 32強以下：4千
  - 棋戰規模：70萬

- 2009年第16屆
  - 本屆冠軍獎金15萬元，亞軍由8萬元調整至6萬元

- 2010年第17屆
  - 本屆取消預留四位業餘棋士席次的預選賽
  - 冠軍獎金15萬元，亞軍6萬元
  - 對局費：
  - 4強：2萬元
  - 8強：1萬元
  - 16強：5千元
  - 32強以下：勝者2,000元、負者2,000元
  - 簡立宸二段於本屆賽事奪冠，創下台灣及世界職業棋戰史上最年少冠軍紀錄(13歲又7個月[4])

## 備註
1. ↑  周咸亨，後來改名周奎宏。
2. 1 2 3  特邀大陸棋手
3. ↑  庾炅旻為韓國棋院旅台客座棋手。
4. ↑  原台灣最年少記錄為周俊勳的14歲11個月又29天，奪得1995年第21期台灣名人賽冠軍。世界最年少紀錄為李昌鎬14歲又10日，奪得1989年下KBS盃第八屆圍棋王戰優勝